# Eat the Document
Eat the Document är en film från 1972 om artisten Bob Dylan, som också har regisserad den. Den filmades under Dylans Europaturné 1966, året efter den berömda Dylandokumentären Se dig inte om. Filmen blev Dylans debut som regissör.